# Жук-Краснова, Ангелина Сергеевна
Ангели́на Серге́евна Жук-Красно́ва (7 февраля 1991, Иркутск) — легкоатлетка (прыжок с шестом), бронзовый призёр чемпионата Европы 2014 года. Чемпионка России 2017 года.

## Карьера
В 2010 году Ангелина выиграла первенство России среди юниоров, через год на чемпионате России она стала 5-й. В 2013 году Жук-Краснова заняла второе место на чемпионате страны в помещении, 6-е место на чемпионате Европы в помещении и победила на чемпионате Европы среди молодёжи, установив рекорд турнира. Благодаря занятому на чемпионате России третьему месту, Ангелина смогла отобраться на чемпионат мира. Там она стала первой в квалификации и 7-й в финале.
В 2017 году на чемпионате России по лёгкой атлетике в помещении стала бронзовым призёром.

## Основные результаты

### Национальные
| Год  | Соревнования                 | Место проведения | Место | Результат |
| ---- | ---------------------------- | ---------------- | ----- | --------- |
| 2011 | Чемпионат России в помещении | Москва           | 8     | 4,10 м    |
| 2011 | Чемпионат России             | Чебоксары        | 5     | 4,20 м    |
| 2012 | Чемпионат России в помещении | Москва           | 10    | 4,12 м    |
| 2012 | Чемпионат России             | Чебоксары        | 6     | 4,40 м    |
| 2013 | Чемпионат России в помещении | Москва           | 2     | 4,55 м    |
| 2013 | Чемпионат России             | Москва           | 3     | 4,50 м    |
| 2014 | Чемпионат России в помещении | Москва           | 5     | 4,40 м    |
| 2014 | Чемпионат России             | Казань           | 3     | 4,45 м    |
| 2015 | Чемпионат России в помещении | Москва           | 2     | 4,60 м    |
| 2016 | Чемпионат России в помещении | Москва           | 2     | 4,65 м    |
| 2016 | Чемпионат России             | Чебоксары        | 4     | 4,50 м    |
| 2017 | Чемпионат России в помещении | Москва           | 3     | 4,50 м    |
| 2017 | Чемпионат России             | Жуковский        | 1     | 4,60 м    |
| 2018 | Чемпионат России в помещении | Москва           | 2     | 4,55 м    |
| 2018 | Чемпионат России             | Казань           | 3     | 4,45 м    |
| 2019 | Чемпионат России             | Чебоксары        | 2     | 4,61 м    |

## Смена спортивного гражданства
1 декабря 2021 года президиум Всероссийской федерации легкой атлетики опубликовало сообщение, что принято решение разрешить спортсменке сменить спортивное гражданство и выступать за Молдавию .